# Redwitzerhöh
Redwitzerhöh ist ein Gemeindeteil der Gemeinde Wilhelmsthal im Landkreis Kronach (Oberfranken, Bayern).

## Geographie
Die Einöde Redwitzerhöh bildet mit Ludwigsland im Südwesten eine geschlossene Siedlung. Sie liegt auf einem schmalen Bergrücken, der zu allen Seiten außer im Osten abfällt.

## Geschichte
Gegen Ende des 18. Jahrhunderts gab es in Redwitzerhöh ein Anwesen. Das Hochgericht übte das bambergische Centamt Kronach aus. Die Grundherrschaft über das Tropfhaus hatte das Seniorat von Redwitz.
Mit dem Ersten Gemeindeedikt wurde Redwitzerhöh dem 1808 gebildeten Steuerdistrikt Friesen und der 1818 gebildeten Ruralgemeinde Roßlach zugewiesen. Am 1. Januar 1978 wurde Redwitzerhöh im Zuge der Gebietsreform in Bayern in die Gemeinde Steinberg eingegliedert, die am 1. Mai 1978 nach Wilhelmsthal eingemeindet wurde.

### Einwohnerentwicklung
| Jahr      | 001818 | 001861 | 001871 | 001885 | 001900 | 001925 | 001950 | 001961 | 001970 | 001987 |
| Einwohner | 7      | 4      | 8      | 9      | 2      | 6      | 6      | 8      | 0      | 3      |
| Häuser    | 1      |        |        | 1      | 1      | 1      | 1      | 1      |        | 1      |
| Quelle    | [ 5 ]  | [ 7 ]  | [ 8 ]  | [ 9 ]  | [ 10 ] | [ 11 ] | [ 12 ] | [ 13 ] | [ 14 ] | [ 1 ]  |

## Religion
Der Ort ist römisch-katholisch geprägt und gehörte ursprünglich zur Kirchengemeinde St. Georg in Friesen, einer Filiale von Kronach. Seit Ende des 19. Jahrhunderts gehört er zur Pfarrei St. Leonhard in Zeyern.